# James Humphrey (1811–1866)
James Humphrey (ur. 9 października 1811 w Fairfield, zm. 16 czerwca 1866 w Brooklynie) – amerykański polityk, członek Partii Republikańskiej.

## Działalność polityczna
W okresie od 4 marca 1859 do 3 marca 1861 przez jedną kadencję był przedstawicielem 2. okręgu, a od 4 marca 1865 do śmierci 16 czerwca 1866 przez jedną kadencję przedstawicielem 3. okręgu wyborczego w stanie Nowy Jork w Izbie Reprezentantów Stanów Zjednoczonych.